# Bolesław Twardowski

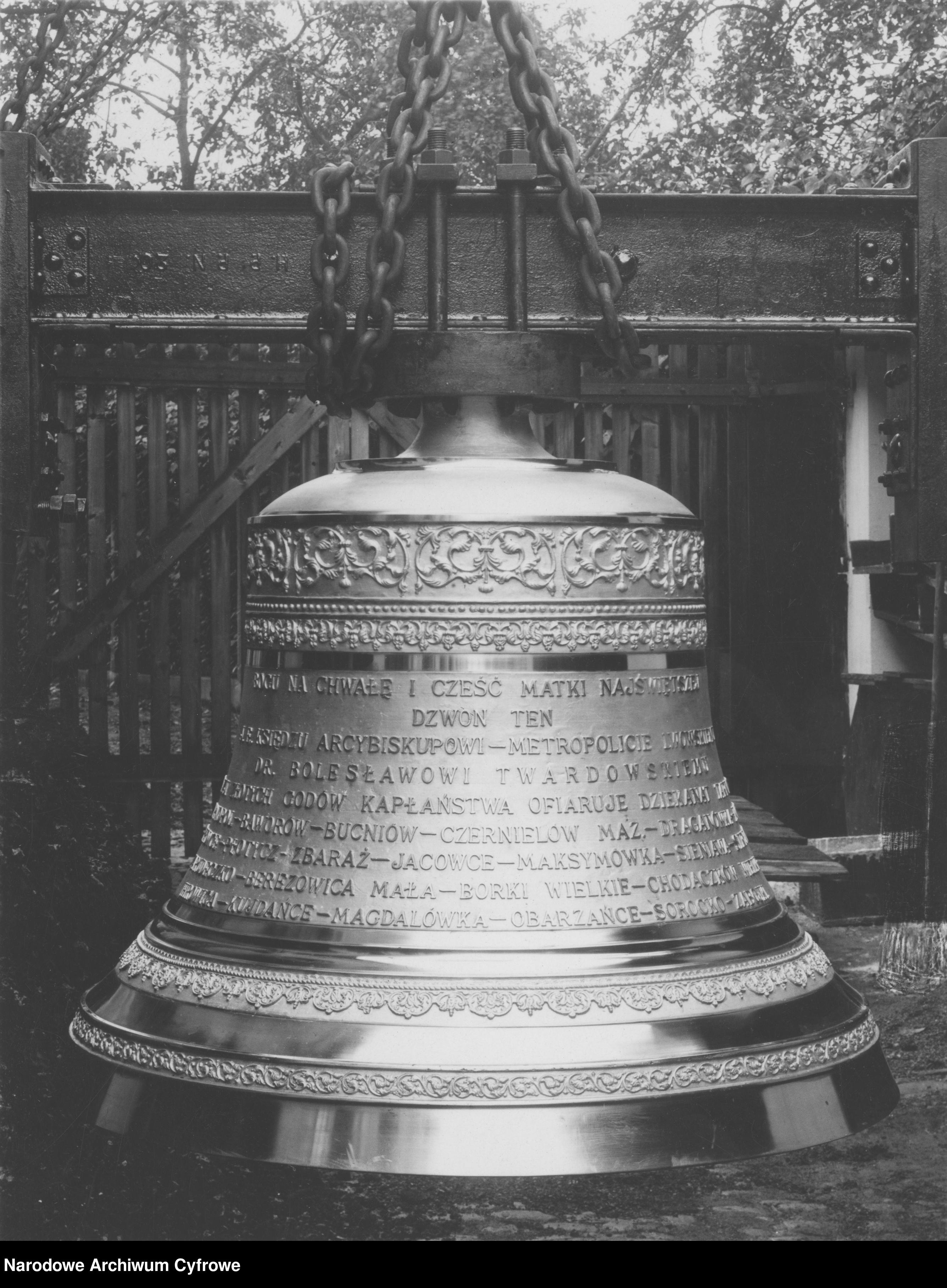
Dzwon „Bolesław" odlany na cześć biskupa w firmie Karola Schwabego w Białej

Bolesław Twardowski (ur. 18 lutego 1864 we Lwowie, zm. 22 listopada 1944 tamże) – polski duchowny rzymskokatolicki, biskup pomocniczy lwowski w latach 1918–1923, arcybiskup metropolita lwowski w latach 1923–1944, encyklopedysta.

## Życiorys
Urodził się we Lwowie w polskiej rodzinie inteligenckiej. We Lwowie uczęszczał do szkoły podstawowej oraz do C. K. IV Gimnazjum we Lwowie, gdzie zdał egzamin dojrzałości w 1882. Wstąpił do lwowskiego seminarium duchownego, rozpoczynając jednocześnie studia teologiczne na Uniwersytecie Lwowskim. 25 lipca 1886 przyjął święcenia kapłańskie, których udzielił mu arcybiskup metropolita lwowski Seweryn Morawski. Następnie opuścił Uniwersytet Lwowski i kontynuował studia z prawa kanonicznego na Papieskim Uniwersytecie Gregoriańskim, które uwieńczył obroną doktoratu. Podczas studiów w Rzymie zaprzyjaźnił się z ks. Józefem Bilczewskim, studiującym wówczas w Rzymie archeologię chrześcijańską.
Po powrocie z zagranicy został powołany na prefekta lwowskiego seminarium duchownego, a po kilku następnych latach na kanclerza lwowskiej kurii metropolitalnej. Po siedmiu latach posługi kanclerskiej został mianowany w 1902 proboszczem w Tarnopolu, a potem dziekanem i kanonikiem. Na początku 1909 został mianowany przez papieża prałatem domowym. Z parafią w Tarnopolu był związany do 1918, to dzięki niemu w mieście powstał monumentalny kościół Matki Boskiej Nieustającej Pomocy, który pierwotnie miał stanąć na miejscu kościoła św. Elżbiety we Lwowie. Nie dotrwał on do naszych czasów, został wysadzony w powietrze w 1954, w okresie Ukrainy radzieckiej.
Bolesław Twardowski był encyklopedystą oraz edytorem Encyklopedii zbioru wiadomości z wszystkich gałęzi wiedzy – polskiej encyklopedii wydanej w latach 1898–1907 przez społeczną organizację edukacyjną Macierz Polska, która działała w Galicji w okresie zaboru austriackiego. Opisał w niej zagadnienia z zakresu historia Kościoła oraz religii .
14 września 1918 został mianowany biskupem pomocniczym archidiecezji lwowskiej i biskupem tytularnym Telmissus. 12 stycznia 1919 przyjął w katedrze lwowskiej sakrę biskupią. Opóźnienie konsekracji było spowodowane oblężeniem Lwowa przez Ukraińców. Przejął obowiązki wikariusza generalnego, wiceprezesa Wydziału Centralnego Instytutu Ubogich we Lwowie, oraz rektora seminarium duchownego we Lwowie.
22 marca 1923, dwa dni po śmierci arcybiskupa Józefa Bilczewskiego kapituła metropolitalna wybrała go na wikariusza kapitulnego. 3 sierpnia 1923 otrzymał ze Stolicy Apostolskiej bullę nominacyjną, powołującą go na arcybiskupstwo lwowskie. 11 listopada 1923 odbył ingres do bazyliki metropolitalnej w asyście arcybiskupa lwowskiego obrządku ormiańskokatolickiego Józefa Teodorowicza, biskupa krakowskiego Adama Stefana Sapiehy, biskupa przemyskiego Józefa Sebastiana Pelczara, biskupa kamienieckiego Piotra Mańkowskiego, biskupa tarnowskiego Leona Wałęgi oraz biskupów pomocniczych: krakowskiego – Anatola Nowaka, przemyskiego – Karola Fischera i tarnowskiego – Edwarda Komara.
Za rządów arcybiskupa Twardowskiego w archidiecezji lwowskiej do 1935 zbudowano 27 kościołów parafialnych, rozpoczęto budowę czterech, 19 poddano renowacji. Największym osiągnięciem na polu budownictwa sakralnego jego pontyfikatu był kościół Matki Boskiej Ostrobramskiej we Lwowie wzniesiony w latach 1931–1934 jako wotum za utrzymanie Kresów Wschodnich przy macierzy. Metropolita był nie tylko inicjatorem, ale też fundatorem całego przedsięwzięcia. Był zwolennikiem i propagatorem idei Akcji Katolickiej. Przywiązywał dużą wagę do akcji charytatywnej Kościoła. W czasie kryzysu ekonomicznego aktywnie angażował się na rzecz zwalczania bezrobocia i głodu w archidiecezji lwowskiej (z jego inicjatywy w 1931 powołano sekcję pomocy bezrobotnym Kresowego Biskupiego Komitetu Ratunkowego K. B. K.). Był zdecydowanym przeciwnikiem czynnej akcji politycznej wśród duchowieństwa (w 1935 zabronił duchownym kandydowania w następnych wyborach parlamentarnych).
16 listopada 1924 Uniwersytet Jana Kazimierza nadał mu tytuł doctora honoris causa. Rektor Juliusz Makarewicz podkreślił w laudacji, że ten zaszczytny tytuł metropolita otrzymał w dowód uznania za utrzymanie i pomnożenie polskich wartości narodowych i chrześcijańskich na kresach archidiecezji.
W czasie II wojny światowej, gdy nastąpiła eskalacja mordów popełnianych przez Ukraińców na polskiej ludności cywilnej na Wołyniu i w Małopolsce Wschodniej, nawiązał w latach 1943–1944 na ten temat korespondencję z biskupami lwowskiej metropolii greckokatolickiej, a szczególnie z arcybiskupem Andrzejem Szeptyckim, bezskutecznie apelując o zahamowanie zbrodni. W 1944 prosił arcybiskupa Adama Stefana Sapiehę o interwencję w tej sprawie u gubernatora Hansa Franka w Krakowie, ale list krakowskiego metropolity pozostał bez odpowiedzi.
W drugiej połowie grudnia 1939 został usunięty przez władze sowieckie ze swej rezydencji przy ul. Czarnieckiego 32, znajdując schronienie w domu Księży Misjonarzy przy ul. Dwernickiego. Powrócił stamtąd do pałacu arcybiskupiego 16 lipca 1941 po wybuchu wojny niemiecko-sowieckiej. Postępująca choroba powodowała, że metropolita ciężar rządów archidiecezją złożył w dużej mierze na barki biskupa pomocniczego Eugeniusza Baziaka, który od 26 kwietnia 1944 pełnił przy nim funkcję koadiutora z prawem następstwa.
Zmarł we Lwowie 22 listopada 1944 w wyniku choroby serca i zapalenia płuc wywołanego przeziębieniem podczas udziału w pogrzebie arcybiskupa Andrzeja Szeptyckiego (5 listopada 1944). Zgodnie z jego wolą został pochowany w krypcie kościoła Matki Boskiej Ostrobramskiej, zaś serce umieszczono w ścianie chóru zakonnego klasztoru Karmelitanek we Lwowie. Po sprofanowaniu kościoła Matki Boskiej Ostrobramskiej przez władze sowieckie zwłoki przeniesiono w okresie 1947/1948 do krypty w podziemiach bazyliki metropolitalnej we Lwowie. Podobny los spotkał serce metropolity, wywiezione wraz z transportem zakonnic w granice dzisiejszej Polski do Włocławka.
Był bratem stryjecznym znanego filozofa Kazimierza Twardowskiego.